# Wyszki (Basse-Silésie)
Pour les articles homonymes, voir Wyszki.
Wyszki est une localité polonaise de la gmina de Bystrzyca Kłodzka, située dans le powiat de Kłodzko en voïvodie de Basse-Silésie.
En 2021, la localité recense 102 habitants.

## Histoire
De 1818 à 1945, Hohndorf fait partie de l'arrondissement d'Habelschwerdt dans le district de Breslau au sein de la province de Silésie.